# Química industrial

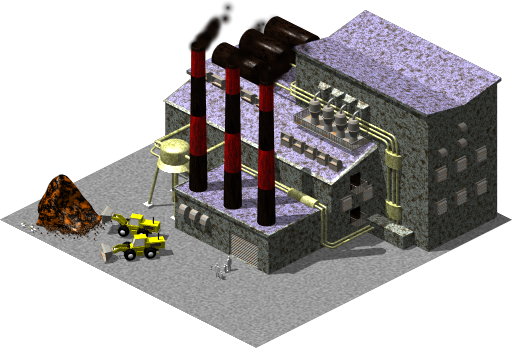
La química industrial aplica la tecnología y la ciencia en la solución de los problemas relacionados con: la producción de bienes de consumo el sector de servicios y el cuidado del medio ambiente principalmente en las industrias con procesos de transformación que involucran cambios químicos y fisicoquímicos de los materiales.

La química industrial es la rama de la química que aplica los conocimientos químicos a la producción de forma económica de materiales y productos químicos especiales con el mínimo impacto adverso sobre el medio ambiente.
Aunque tradicionalmente se adaptaba a escala industrial un proceso químico de laboratorio, actualmente se modernizan cuidadosamente los procesos según su escala. Así, se ponen en juego fenómenos como la transferencia de materia o calor, modelos de flujo o sistemas de control que se agrupan bajo el término de ingeniería química. 
Para la predicción de los efectos de los modelos de flujo de fluidos y calor, así como de la transferencia de cantidad de movimiento, y para la evaluación de efectos sólo abordables empíricamente, las plantas piloto a escala reducida son muy utilizadas, aprovechándose para el dimensionado definitivo y la selección de materiales y equipos.
La adaptación del laboratorio a la fábrica es la base de la industria química, que suele reunir en un solo proceso continuo y estacionario (aunque también opera por cargas) las operaciones unitarias que en el laboratorio se efectúan de forma independiente. Estas operaciones unitarias son las mismas sea cual sea la naturaleza específica del material que se procesa. Algunos ejemplos de estas operaciones unitarias son la molienda de las materias primas sólidas, el transporte de fluidos, la destilación de las mezclas de líquidos, la filtración, la sedimentación, la cristalización de los productos y la extracción de materiales de matrices complejas.
La química industrial está en continua evolución. Modernamente van perdiendo importancia los procesos de producción en gran cantidad y de escaso valor añadido, frente a los productos específicos de gran complejidad molecular y síntesis laboriosa. Por otro lado, al tradicional aprovechamiento de subproductos y energía por motivos económicos se ha añadido la preocupación por el medio ambiente y los procesos sostenibles. 
La Química Industrial es una de las ramas de la Química que emplea todos estos conocimientos para la producción de materiales y productos industriales que sean efectivos, rentables y sostenibles.
Se trata de un campo en constante innovación y desarrollo, con la idea de crear productos químicos que sean el resultado de complejas combinaciones moleculares, pero que sean más resistentes al calor, la presión o el desgaste.
La Química Industrial también se encarga de innovar en los procesos industriales, de manera que se consiga un mejor aprovechamiento de los subproductos y de la energía que se invierte en las cadenas productivas.

## Sectores donde se aplica la Química Industrial
Los expertos en este campo suelen trabajar en los laboratorios o cadenas de producción de estos sectores o en empresas especializadas en innovación que ofrecen sus servicios a este tipo de fabricantes.
Estudiar Química Industrial puede conducirte a ser un especialista en los materiales y productos finales que crean este tipo de industrias:
- Materiales de construcción, cerámicas[2] y siderurgia.
- Industria de alimentación y bebidas.
- Diseño textil.
- Cosmética y fragancias.[3]
- Agroquímicos y fertilizantes.[4]
- Tratamiento de aguas.[5][6]
- Productos farmacéuticos.[7]
- Industria de la automoción.
- Pinturas y barnices.
- Artes gráficas.
- Energía y Petroquímica.[8][9]
- Empresas especializadas en Química Ambiental[10] [11]y/o basadas en bioeconomia.[12][13][14]
- Fabricación de plásticos[15] y cauchos.